# Manuel Smoris
Manuel Smoris (Montevideo, 11 de juliol de 1907 — ?) fou un boxejador uruguaià de destacada participació en els Jocs Olímpics d'estiu de 1924.
El 1924 va ser eliminat al segon assalt de la categoria dels pesos ploma, després de perdre el combat contra el francès Marcel Depont.